# Terje Stigen
Terje Stigen (* 28. Juni 1922 in Kjelvik, Magerøya, Finnmark; † 14. August 2010 in Oslo) war ein norwegischer Schriftsteller und Mitglied der Norwegischen Akademie für Sprache und Literatur.

## Leben
Terje Stigen verbrachte seine Kindheit in Tromsø und studierte Philologie an der Universität Oslo. Er debütierte 1950 mit dem Roman To døgn (Zwei Tage) und schuf ein umfangreiches literarisches Werk, darunter 44 Romane und Kurzgeschichten-Sammlungen. Sein Novellenzyklus Vindstille underveis (Windstille unterwegs, 1956) ist von Karen Blixen beeinflusst; die Personen sind von der nordländischen Natur beherrscht. Zu seinen besten Werken zählt der 1959 erschienene Roman Stjernøj (Sterninsel), der das Schicksal zahlreicher Personen schildert.

„Zwischendurch [sind] auch Bücher mit schwächerem Zugriff und matterem Stil [erschienen], nicht selten entsteht ein krasses Missverhältnis zwischen dem komplizierten psychologischen Stoff und der virtuos fabulierenden Form; das gilt für mehrere Werke aus den 1960er Jahren.“

1972 erschien sein Roman Min Marion (Meine Marion), der auch ins Deutsche übersetzt wurde. Sein Thema ist das Recht behinderter Menschen auf Liebe. Das Buch wurde 1975 von dem norwegischen Regisseur Nils R. Müller verfilmt. Müller hatte bereits 1963 Stigens Roman Elskere (Liebende) mit Ingerid Vardund und Wencke Myhre verfilmt.
Stigen verfasste auch zahlreiche Hörspiele, unter anderen das wiederholt gesendete Stück Den røde sommerfugl (Der rote Schmetterling, 1968) sowie die Textsammlung Norwegische Rhapsodie (1972). Er wurde mehrfach ausgezeichnet und wurde in die Norwegische Akademie für Sprache und Literatur berufen. Er verfasste seine Bücher in Bokmål.

## Auszeichnungen
- 1954 – Gyldendal-Stipendium
- 1957 – Riksmålsforbundets litteraturpris
- 1963 – Bokhandlerprisen
- 1987 – Nominierung für den Literaturpreis des Nordischen Rates

## Schriften

### Norwegische Originalausgaben
- To døgn (1950)
- Vindstille underveis (1956)
- Frode budbæreren (1957)
- Stjerneøy (1959)
- Elskere (1960)
- Det flyktige hjerte (1967)
- Besettelse (1970)
- Min Marion (1972)
- De faste lys (1975)
- Huset og byen (1978)
- Blindgjengeren (1981)
- Ved foten av kunnskapens tre (1986)
- Monolitten (1988)
- Allegretto (1995)

### Deutschsprachige Ausgaben
- Ehe der Sommer verging. Roman einer Leidenschaft. Düsseldorf 1954.
- Norwegen. Bildband. Foros: Bert Boger. Text: Terje Stigen. Belser, Stuttgart 1958.
- Stunden im Grenzland. Roman. Volk u. Welt, Berlin 1969.
- Meine Marion. Roman. Volk und Welt, Berlin 1982 (Fischer-Taschenbuch, 1986. ISBN 3-596-25966-5)